# Corticarina clarula
Corticarina clarula is een keversoort uit de familie schimmelkevers (Latridiidae). De wetenschappelijke naam van de soort werd in 1895 gepubliceerd door Thomas Broun.